# Patrick Joseph Lucey
Patrick Joseph Lucey (21. marts 1918 – 10. maj 2014) var medlem af USA's Demokratiske Parti, og var som guvernør i Wisconsin fra 1971 til 1977. I 1977 blev han udpeget til ambassadør i Mexico af Præsident Jimmy Carter, hvilket han var indtil 1979. Han var også uafhængig kandidat til vicepræsidentposten i 1980 hvor John Anderson stillede op som præsidentkandidat uden om de to store partier.